# Vịt xạ
Vịt xạ, tên khoa học Biziura lobata, là một loài chim trong chi đơn Biziura, thuộc họ Vịt.
Đây là loài bản địa miền nam Australia. Nó là thành viên duy nhất còn sống của chi Biziura. Một loài bà con đa chủng, vịt xạ New Zealand hay (B. delautouri), đã từng hiện diện ở New Zealand, nhưng chỉ được biết đến từ xương bán hóa thạch tiền sử. Nó dài hơn loài vịt xạ khoảng 8%, với một cái đầu đặc biệt lớn. 